# Osea Vakatalesau
Osea John Vakatalesau, né le 15 janvier 1986 à Suva, est un footballeur fidjien jouant pour l'Amicale FC.

## International
Redoutable buteur, il porte le numéro 10 de la sélection nationale fidjienne. Il fut l'auteur de 15 buts lors des 13es Jeux du Pacifique sud, où les Fidji furent battus en finale.
Il termine meilleur buteur des qualifications pour la coupe du monde 2010 zone Océanie et meilleur buteur toutes zones confondues avec 12 buts,.

### Palmarès
- Champion des Fidji: 2002, 2003, 2004, 2006
- Championnat Inter-District (Fidji): 2002, 2003, 2006
- Battle of the Giants (Fidji): 2004
- Coupe des Fidji: 2007